# アッシュル・ニラリ1世
アッシュル・ニラリ1世（Aššur-nārāri I、maš-šur-ERIM.GABA、「アッシュル神は我が助け」）は古アッシリアの王。前2千年紀半ばに26年間在位した。推定される絶対編年は前1534年頃-前1509年頃（Landsberger）または前1523年頃-前1499年頃（Gasche）。『アッシリア王名表』において60代目の王としてリストされており、伝統的にアッシリアの王たちが採用していた称号である「総督（ensi）」及び「（アッシュルの）副王（iššiak）」に加えて 「修復者（muddiš）」と「建築者（bāni）」という称号が加えられている。

## 来歴
彼はイシュメ・ダガン2世の息子であり、兄弟のシャムシ・アダド3世の後を継いで王位につき、26年間在位したとされている。これは3つの『アッシリア王名表』のバージョン（コルサバド、SDAS、アッシュル）全てにおいて一致している。『対照王名表（Synchronistic Kinglist）』が彼の同時代のバビロニア王として「Kaštil[...]」という王名を記載しており、恐らくカシュティリアシュ3世に同定できる。彼はブルナ・ブリアシュ1世の息子であり後継者である。これらのカッシート人のバビロン王はカッシート王朝が南部メソポタミア（バビロニア）に対する支配を及ぼし始めた頃の王である。
アッシュル・ニラリ1世の建設活動についての証拠が残されている。古い渓谷から発見されたレンガに記載された4つの碑文が、Bel-ibrīia神殿の建設作業アバル（Abaru）の前庭の修復、そしてé.ḫúl.ḫúl.dir.dir.ra（大いなる歓喜の家）と呼ばれるシン＝シャマシュ（月神/太陽神）の神殿の再建を記念している。この神殿は後世、トゥクルティ・ニヌルタ1世とアッシュル・ナツィルパル2世によって再建されることになる。アッシュル・ニラリ1世の跡は息子のプズル・アッシュル3世が継いだ。

## 史料
1. ↑  Khorsabad Kinglist, tablet IM 60017 (excavation nos.: DS 828, DS 32-54) ii 36.
2. ↑  SDAS Kinglist, tablet IM 60484, ii 28.
3. ↑  Nassouhi Kinglist, Istanbul A. 116 (Assur 8836), ii 32.
4. ↑  Synchronistic Kinglist, Ass 14616c, KAV 216, i 21.